# Лагос, Иларио
Иларио Лагос (исп. Hilario Lagos; 22 октября 1806, Буэнос-Айрес — 5 июля 1860, Буэнос-Айрес) — аргентинский военный, участвовавший в гражданских войнах своей страны в составе федеральной армии.

## Кампании против коренных народов
В молодости Иларио Лагос записался в кавалерийский полк и в 1824 году участвовал в кампании против индейцев под командованием полковника Федерико Рауха. Затем он отправился на Бразильскую войну и участвовал в битве при Камакуа.
В 1829 году он участвовал в гражданской войне в провинции Буэнос-Айрес в качестве офицера в войсках Хуана Лавалье, сражаясь в битве при Пуэнте-де-Маркесе. После победы Хуана Мануэля де Росаса он сражался с индейцами под командованием Анхеля Пачеко.
Он участвовал в походе Хуана Мануэля де Росаса в пустыню в 1833 году и сражался на дуэли с вождем Питрилонкоем в Чоэлэ-Чоэль, со смертью которого ему удалось захватить стратегический остров. В течение многих лет он был командиром отряда Salto Guard, важного центра на границе с индейцами.

## Гражданские войны
В 1840 году он имел звание полковника, когда Хуан Лавалье вторгся в провинцию Буэнос-Айрес. Хотя унитарианцы были убеждены, что он присоединится к ним, он сопровождал Пачеко в его походе против захватчиков, пока они не были изгнаны. Он участвовал во всей кампании против Лавалье во внутренних районах страны; Он сражался в битве при Кебрачо-Эррадо и в битве при Фамаилье, последней победе федеральных войск над Лавалье. В этом бою он взял в плен полковника Борду, который сдался при условии сохранения его жизни, но офицеры Мануэля Орибе застрелили его. Очень рассердившись на уругвайца, он уволился из армии.
После начала осады Монтевидео в марте 1844 года он переехал в Энтре-Риос, где Уркиса начал свою первую кампанию против братьев Мадариага из Корриентеса. Под его командованием он сражался в битве при Лагуна-Лимпия. Позднее он был начальником гарнизона в Паране и начальником полиции этого города.
В мае 1851 года, после выступления Уркисы против Росаса, Иларио Лагос переправился через Парану в направлении Сан-Николас-де-лос-Арройос, а оттуда отступил в Буэнос-Айрес, где Росас назначил его главой авангарда федеральной армии. Он потерпел поражение от Галарсы и Хуана Пабло Лопеса в Кампос-де-Альварес, к югу от реки Лухан. Три дня спустя он сражался в битве при Касеросе, будучи командиром половины кавалерии и одним из последних сдавшихся офицеров. Он укрылся от ожидаемых репрессий Уркисы на французском корабле.

## Осада Буэнос-Айресе
Он был восстановлен в армии Буэнос-Айреса на должности командующего южной дивизией кампании, базирующейся в Долоресе. Когда разразилась революция 11 сентября 1852 года, он стал главой центрального отделения, базирующегося в Лухане.
В ноябре 1852 года Валентин Альсина, занявший пост губернатора Буэнос-Айреса 30 октября, сменив Мануэля Гильермо Пинто, подготовил экспедицию на побережье под руководством генералов Мануэля Орноса и Хуана Мадариаги. Столкнувшись с провалом наступления Орноса и Мадариаги, Лагос согласился с другими бывшими федеральными лидерами, и 1 декабря 1852 года он начал революцию против правительства Буэнос-Айреса почти со всеми силами кампании. Несколько дней спустя он атаковал столицу, но был отброшен реакцией Бартоломе Митре. Затем он осадил город и даже взял под контроль несколько районов Буэнос-Айреса.
Осажденные послали полковника Педро Росаса-и-Бельграно, сына Мануэля Бельграно, противостоять ему, который собрал войска в фортах, расположенных гораздо южнее реки Саладо (на территории, которая сегодня является южной частью вышеупомянутой провинции), и двинулся против сил Лагоса. Однако его дивизия разбила его в битве при Сан-Грегорио, что усилило осаду Буэнос-Айреса. Вскоре после этого к Уркисе присоединились войска под командованием, а Иларио Лагос и Херонимо Коста были повышены до звания генералов.
Лагос организовал выборы в фортах и небольших городах к югу от реки Саладо и собрал законодательный орган в Сан-Хосе-де-Флорес, который избрал его губернатором. Но осада продолжалась еще несколько месяцев, и вооруженные столкновения происходили почти каждый день. Если численное превосходство было на стороне федералов, то у них не было экономических ресурсов, которые предоставлял порт Буэнос-Айрес .
Небольшому флоту Хусто Хосе де Уркисы удалось блокировать город, но вскоре его командир был подкуплен и передал флот жителям Буэнос-Айреса. Длительная осада быстро снизила боевой дух солдат, а начавшийся подкуп некоторых федеральных лидеров привел к роспуску осаждающих.

## Последние кампании
Иларио Лагос поселился в Росарио, а правительство Буэнос-Айреса конфисковало его имущество. В начале 1854 года он предпринял новую попытку атаки, но не получил ожидаемой поддержки и через несколько дней был разбит в битве при Эль-Тале генералом Мануэлем Орносом. Коста предпринял попытку совершить это с гораздо меньшим числом людей в январе 1856 года, но был заранее приговорен к смертной казни и убит по приказу губернатора Пастора Облигадо.
Он оставался в Санта-Фе до 1859 года и участвовал в битве при Сепеде на стороне Конфедерации. После Пакта Сан-Хосе-де-Флорес он вернулся в Буэнос-Айрес.
Несколько его детей, внуков и правнуков носили имя Иларио Лагос и сделали военную карьеру, достигнув звания полковника или генерала. Его сын был одним из руководителей репрессий во время революции 1874 года.
Иларио Лагос скончался в Буэнос-Айресе 5 июля 1860 года и был похоронен на кладбище Реколета.